# USS Archerfish (SS-311)
O USS Archerfish (SS/AGSS-311) foi um submarino operado pela Marinha dos Estados Unidos e a vigésima sétima embarcação da Classe Balao. Sua construção começou em janeiro de 1943 no Estaleiro Naval de Portsmouth em Kittery, Maine, e foi lançado ao mar em maio do mesmo ano, sendo comissionado na frota norte-americana em setembro. Era armado com dez tubos de torpedo de 533 milímetros, possuía um deslocamento submerso de 2,4 mil toneladas e conseguia alcançar uma velocidade máxima de vinte nós na superfície e quase nove nós submerso.
O Archerfish entrou em serviço no meio da Segunda Guerra Mundial. Suas primeiras quatro patrulhas no Oceano Pacífico não resultaram em nenhum navio japonês afundado. No dia 28 de novembro de 1944, durante sua quinta patrulha, o submarino avistou o recém-comissionado porta-aviões Shinano próximo da costa japonesa, lançando seis torpedos. Quatro acertaram o alvo e a embarcação afundou horas depois, porém foi apenas depois da guerra que foi descoberto a identidade do alvo, com o Archerfish recebendo a Citação Presidencial de Unidade por esse feito.
O navio realizou mais duas patrulhas até o fim da guerra, estando presente na Baía de Tóquio durante a Rendição do Japão. Ele foi descomissionado em junho de 1946 e colocado na reserva. Foi recomissionado em janeiro de 1952 na Guerra da Coreia e operou pelos anos seguintes no Caribe até ser descomissionado em abril de 1955. O Archerfish retornou ao serviço ativo em agosto de 1957 e pelos anos seguintes ele cumpriu diversas designações principalmente no Oceano Pacífico. Ele foi tirado do serviço em maio de 1968 e afundado como alvo de tiro em outubro.